# Lubicz (jezioro)
Jezioro Lubicz (niem. Liebitz See) – jezioro rynnowe na Równinie Wełtyńskiej, położone w województwie zachodniopomorskim, w powiecie gryfińskim, w gminie Widuchowa, od wschodu przylegające do osady Widuchowa-Stacja.